# 今川橋 (関市)

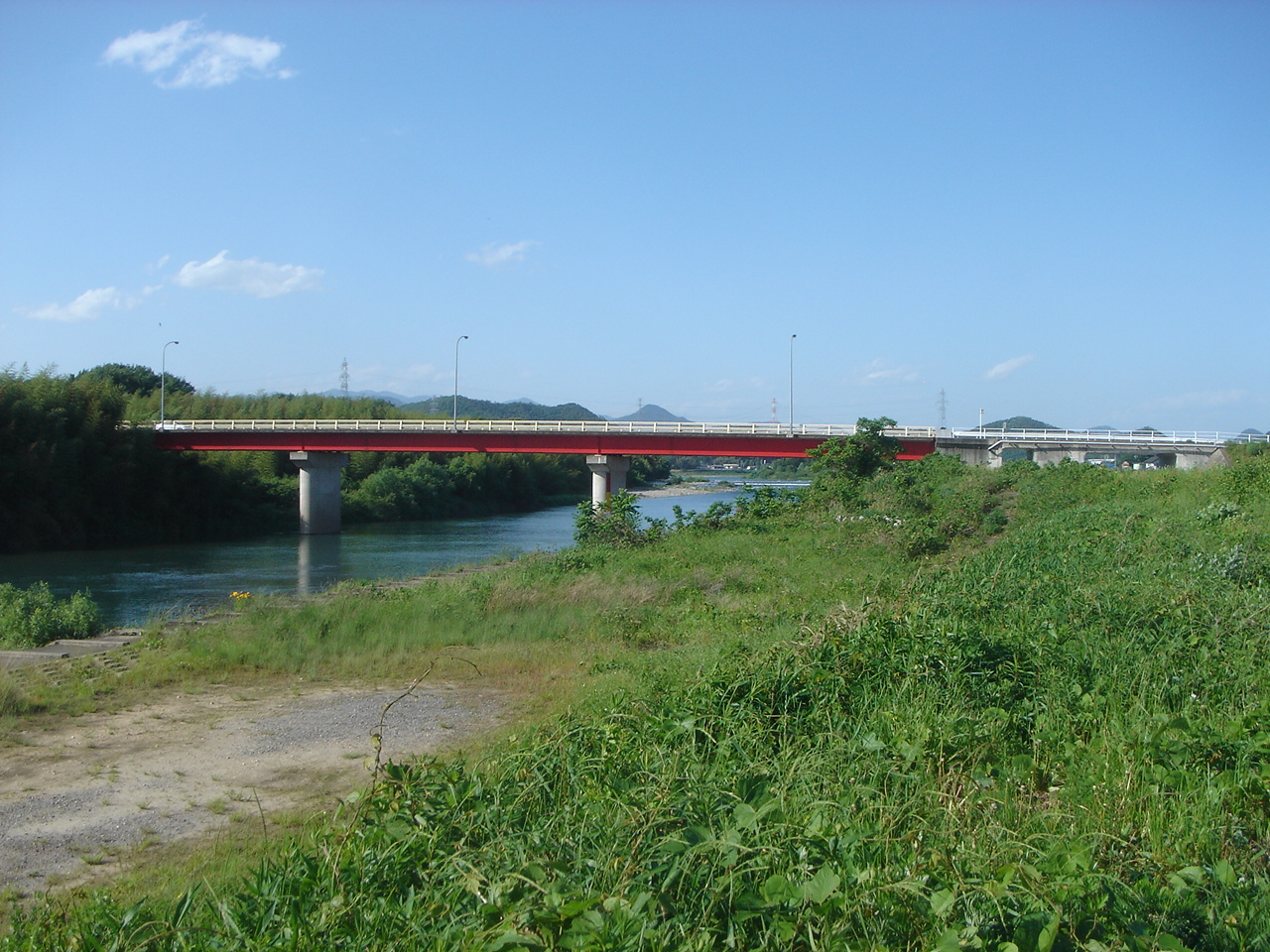
南側(下流)より2007年に撮影

今川橋（いまがわばし）は、岐阜県関市の今川（長良川の支流）にかかる県道（岐阜県道201号溝口下白金線）の橋である。
長良川は関市千疋で、西側の本流の長良川と東側の支流の今川に分流する。本流の長良川が岐阜市と関市の境となる。
長良川本流と今川に挟まれた島は「保戸島」といい、地名では関市戸田、側島、保明に該当する。

## 概要
- 供用開始：1986年（昭和61年）
- 延長： 168.0m[要出典]
- 幅員： m
- 橋梁形式：鋼I型橋
- 所在地：岐阜県関市下白金 - 関市戸田

## その他
- 下流にある保戸島橋との間は、500m程しかない。元々、老朽化と幅が狭い保戸島橋を補完する役割が今川橋にはある。
- 今川にある橋は、保戸島橋と今川橋の2つである。

## 隣の橋
- 今川（長良川支流）

（上流）  - 千疋大橋 - 今川橋 - 保戸島橋 - 藍川橋 - （下流）